# Copons
Copons – gmina w Hiszpanii, w prowincji Barcelona, w Katalonii, o powierzchni 18,79 km². W 2011 roku gmina liczyła 324 mieszkańców.